# Burg Möhringen
Die Burg Möhringen ist eine abgegangene Burg nahe der Kirche des Ortsteils Möhringen der Gemeinde Unlingen im Landkreis Biberach in Baden-Württemberg.
Die im 13. Jahrhundert erwähnte Burg war im Besitz der Herren von Thännat, Vögte der Habsburger. Spätere Besitzer waren die Herren von Magenbuch, die Herren von Hundersingen und die Herren von Ehrenfels. Ab 1442 kam die Burg an die Familie Flur aus Riedlingen, anschließend an die von Speth und 1479 an das Spital Riedlingen. 1590 waren noch Reste von der nicht mehr genau lokalisierbaren Burg erhalten.